# Аксонограф
Аксонограф (рос. аксонограф, англ. axonograph, нім. Axonograph) — прилад для механічного викреслювання наочних аксонометричних зображень предметів за двома або трьома їх ортогональними проєкціями.